# Goleniów
Goleniów ([gɔˈlɛɲuf], tyska: Gollnow) är en stad i nordvästra Polen och huvudort i distriktet Powiat goleniowski i Västpommerns vojvodskap, belägen omkring 20 km norr om Szczecin vid floden Ina. Tätorten har 22 846 invånare (2012) och är centralort för stads- och landskommunen Gmina Goleniów med sammanlagt 35 381 invånare.
Öster om staden ligger Szczecins flygplats, Szczecin-Goleniów Solidaritet-flygplatsen.

## Historia
Staden ligger i det historiska landskapet Hinterpommern. Bosättningar i området finns belagda sedan 900-talet. De första sachsiska nybyggarna anlände omkring år 1190. Hertigen Barnim I av Pommern lät 1268 anlägga en stad på platsen för den dåvarande byn Vredeheide, som då gavs namnet Gollnow.
En latinskola grundades på 1300-talet i staden. Studenter från Gollnow finns dokumenterade vid Prags universitet från 1300-talet; senare även vid Erfurts, Leipzigs och Rostocks universitet. Gollnow var redan vid denna tid hansestad. 1339 gavs staden tullfrihet på floderna Ina och Peene. Genom att ta ut tull på Ina av handeln från Stargard kunde Gollnow dessutom dra fördel av sitt läge närmare flodmynningen. Spannmål, timmer och salt var de viktigaste handelsvarorna.
Gollnow lydde under det svenska stormaktsväldet från 1630 och drabbades av ekonomisk tillbakagång under denna epok. Vid freden i Stockholm 1720 tillföll staden Preussen. Från 1733 till 1755 var det preussiska femte dragonregementet stationerat i staden. Vid den stora preussiska förvaltningsreformen 1815 blev staden del av Landkreis Naugard i provinsen Pommern. 1882 fick staden sin första järnvägsförbindelse, till Kolberg och 1892 följde en linje till Cammin.
Stora delar av den gamla staden förstördes i slutfasen av andra världskriget. Av den äldre bebyggelsen återstår endast enstaka byggnader, bland andra Katarinakyrkan, rådhuset och postkontoret.
Genom Potsdamöverenskommelsen efter andra världskriget 1945 blev staden del av Polen, och den då övervägande tysktalande befolkningen tvångsförflyttades väster om Oder. Staden bär sedan dess det polska namnet Goleniów. Fram till 1950-talet återbefolkades staden av huvudsakligen polsktalande flyktingar från andra delar av Polen och de sovjetiska områdena öster om Curzonlinjen. 
Sedan 1999 är staden huvudort i det då återskapade distriktet Powiat goleniowski.

## Kommunikationer

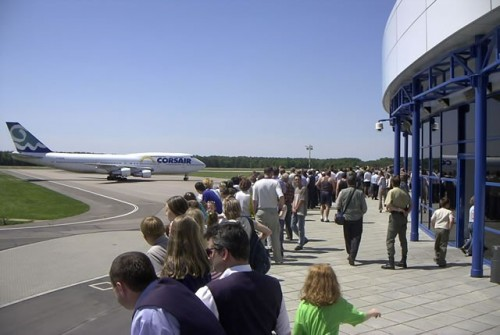
Szczecin-Goleniów Solidaritet-flygplatsen

Öster om staden ligger Szczecin-Golenióws flygplats (SZZ), som är den enda internationella flygplatsen i Västpommerns vojvodskap. Flygplatsen trafikeras huvudsakligen av lågprisflyg till västeuropeiska destinationer med Ryanair, Norwegian och Wizz Air, samt av LOT:s inrikesflyg till Warszawa.
Den nationella motortrafikleden S3 (Świnoujście - Lubawka) passerar staden via en kringfartsled. Denna utgör samtidigt en del av europavägen E65.